# Nanine Marie Ficatier
Pour les articles homonymes, voir Ficatier.
Nanine Marie Ficatier, aussi nommée Mme Antoni Poincaré, est une auteure et personnalité française, née le 6 avril 1838 à Neuilly-sur-Seine dans la Seine et morte le 11 avril 1913 à Paris. Elle est l'épouse d'Antoni Poincaré (1825-1911) et est ainsi la mère du 9e président de la Troisième République française, Raymond Poincaré (1860-1934), et du physicien Lucien Poincaré et la tante du mathématicien Henri Poincaré.

## Biographie

### Origines familiales et mariage
Nanine Marie Ficatier naît le 6 avril 1838 à Neuilly-sur-Seine ; elle est la fille de Nanine Sophie Gillon et d'Antoine Ficatier. Elle est ainsi la petite-fille de Jean Landry Gillon, qui fut neuf fois député de la Meuse, et la petite-nièce de Paulin Gillon, lui aussi député de la Meuse puis maire de Bar-le-Duc de 1840 à 1848. De par son père, elle appartient aussi à la famille du général-baron Florentin Ficatier.
À partir de 1850, sa famille, enrichie par le commerce du bois à Neuilly-sur-Seine, s'installe dans une maison bourgeoise à Bar-le-Duc, au no 35 rue du docteur Nevé. C'est dans cette ville qu'elle rencontre son futur mari, Nicolas Antonin Hélène Poincaré, dit Antoni Poincaré. Ce dernier revient d'un exil à Laval, pour ne pas avoir prêté serment au Second Empire lors de son entrée à l’École polytechnique. À ce moment âgé de 30 ans, il est muté à la préfecture de Bar-le-Duc au poste d'ingénieur des ponts et chaussées, spécialisé dans l’hydraulique. C'est dans cette même ville qu'il épouse Nanine Marie Ficatier, le 5 juillet 1859. 
Le couple Poincaré s'installe alors au rez-de-chaussée de la maison des Ficatier, tandis que les parents de Nanine occupent l'étage. Raymond Poincaré naît dans cette même maison en 1860, suivi par son frère Lucien Poincaré deux ans plus tard.

### La guerre de 1870
Lorsque la guerre franco-allemande éclate en 1870, Antoni Poincaré expédie Nanine et ses deux fils loin du front, sur la côte normande. En décembre 1871 enfin, elle rentre à Bar-le-Duc en passant par la Belgique. De retour auprès de sa famille, elle voit cependant le rez-de-chaussée de sa maison occupé par les soldats prussiens jusqu'en juillet 1873. Après cette période, Nanine devient particulièrement religieuse, et s'investit grandement dans l'éducation de son fils Raymond auprès des ecclésiastiques.

### Départ pour Paris
En 1879, la famille Poincaré quitte le domicile familial de Bar-le-Duc pour s'installer à Paris, au no 10 rue de Babylone. Antonin Poincaré y voit l'opportunité de faire évoluer sa carrière tandis que son fils aîné, Raymond Poincaré, cherche à terminer ses études de droit afin d'intégrer le barreau de Paris. De plus, la famille rejoint ainsi un cousin, Henri Poincaré, qui aura un rôle déterminant sur la personnalité de Raymond.

### Fin de vie

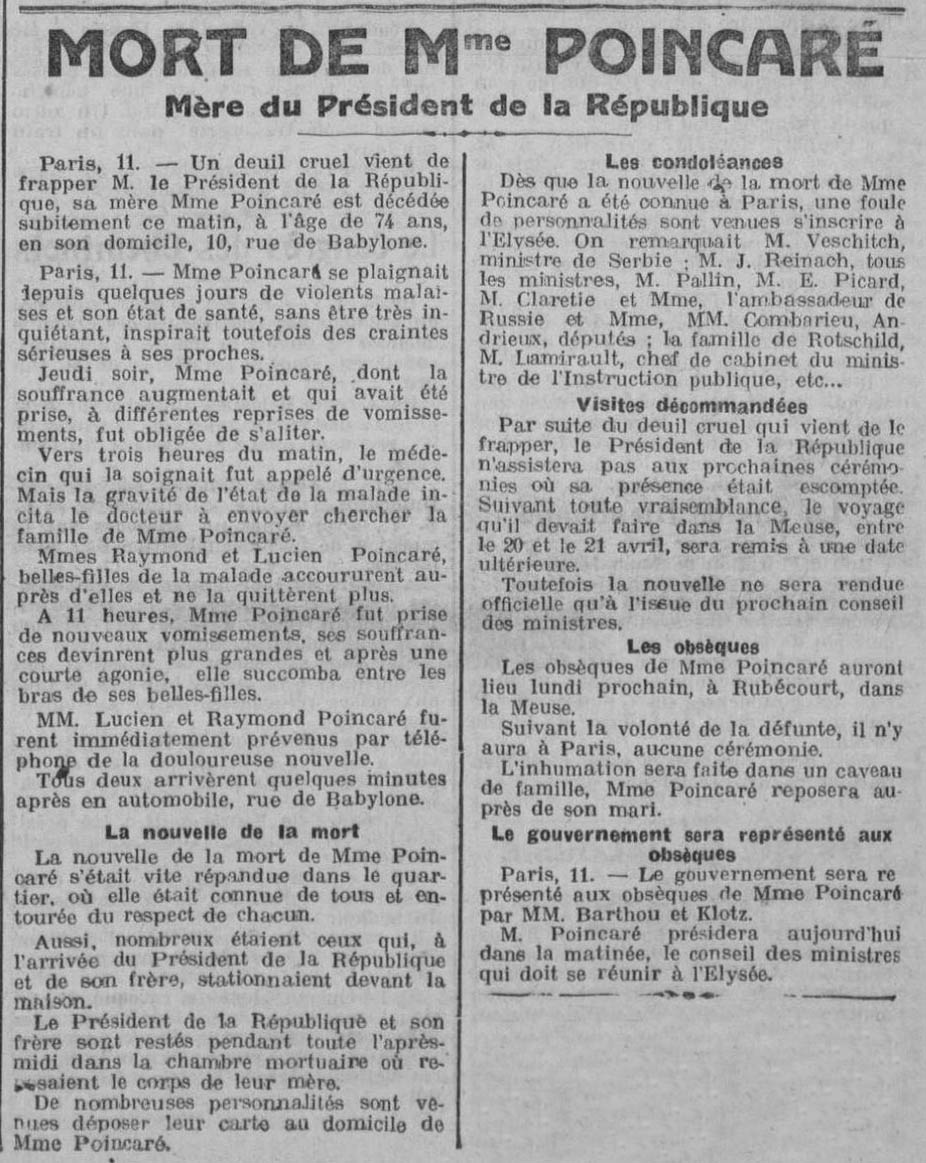
Le Petit Courrier d'Angers, au matin du 13 avril 1913.

Nanine mène alors une vie paisible auprès d'une famille étroitement unie, dans la ville de Paris. Tandis que son fils cadet, Lucien, s'oriente vers l'enseignement, elle voit son fils aîné, Raymond, entrer activement dans la vie politique française. Élu président de la République le 18 février 1913, il fait faire son premier portrait officiel le 11 avril 1913. Cependant, cette date sera plutôt retenue comme étant celle du décès de sa mère, Nanine Marie Ficatier. Elle est ainsi morte à 75 ans, souffrante, et dans les bras de ses belles-filles.